# Michele Marziani

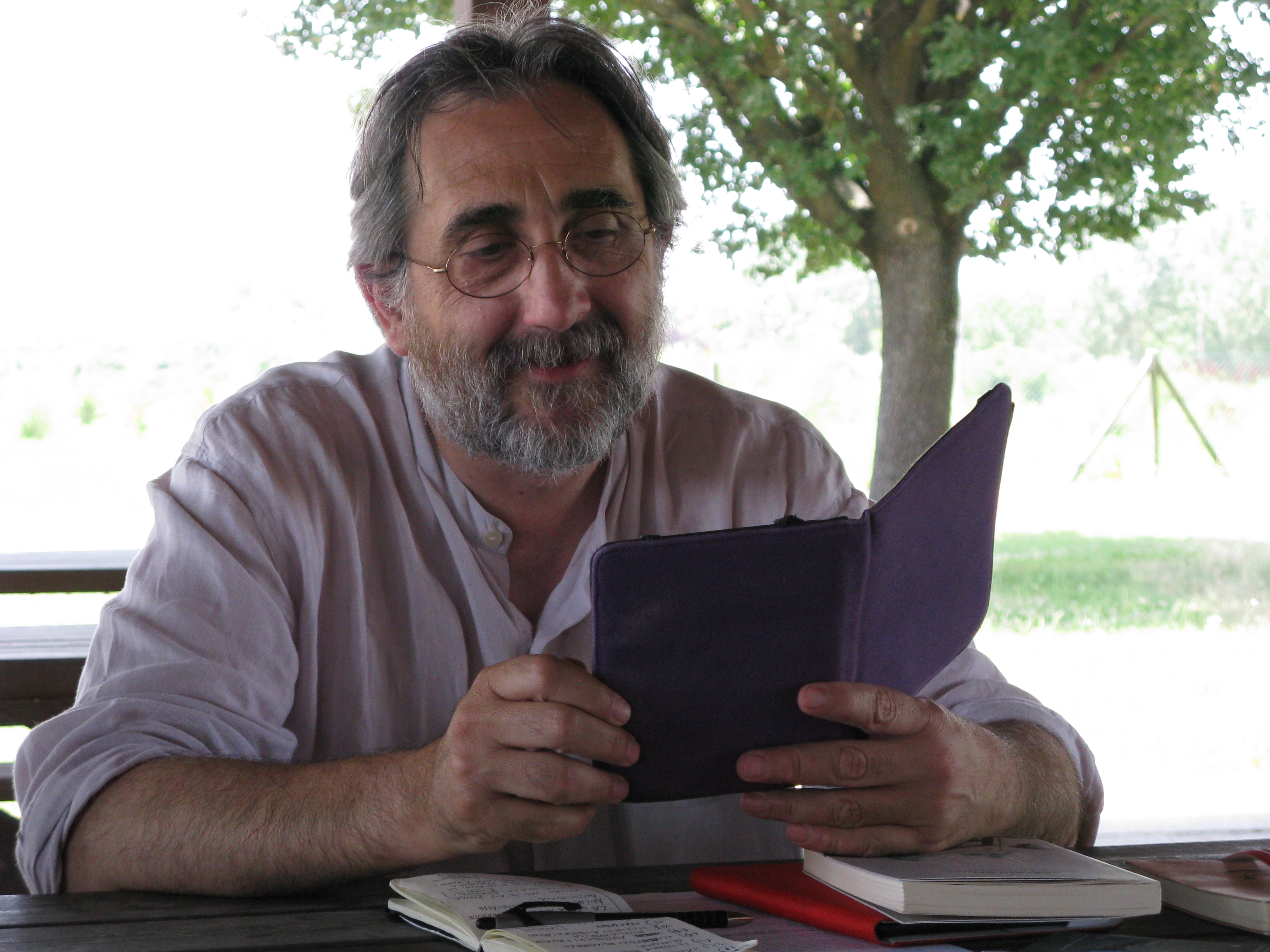
Michele Marziani

Michele Marziani (Rimini, 16 maggio 1962) è uno scrittore e giornalista italiano.

## Biografia
Dopo vent'anni di giornalismo dedicato ai temi sociali, all'ambiente, alla valorizzazione dei territori e della cultura enograstronomica italiana, nel 2007 abbandona tutte le collaborazioni giornalistiche, per dedicarsi soprattutto alla narrativa, pur proseguendo nella pubblicazione di saggi di viaggio e cultura materiale.
Nel 2006 ha pubblicato il suo primo romanzo La trota ai tempi di Zorro, in cui gli anni di piombo sono visti attraverso gli occhi ingenui e curiosi di un ragazzino che trova nella pesca alla trota la chiave di lettura del mondo, una possibilità di conoscenza e di riscatto rispetto al cinismo della vita. Seguono Umberto Dei. Biografia non autorizzata di una bicicletta (2008),  storia di un broker finanziario che lascia un remunerativo lavoro per fare il meccanico di biciclette e il suo negozio a Milano diviene crocevia di incontri, amori, pensieri, avventure; La signora del Caviale (2009), ambientato in una comunità di pescatori di storioni nel basso corso del fiume Po durante la seconda guerra mondiale; Barafonda (2011), storia dura, scomoda, poetica, ironica, per raccontare i piccoli e grandi mali del nostro tempo, e la raccolta di racconti Un ombrello per le anguille (2012), in cui i pesci, come le parole, raccontano di pesca, di vita, ricordi, sensazioni, sentimenti, albe e fiumi, nostalgie. Nel 2013 pubblica Nel nome di Marco, un romanzo in cui il mito del ciclista Marco Pantani, tra ascesa e caduta, viene ripercorso nella personale vicenda del protagonista, un ex sacerdote che ha lasciato la tonaca per sposare la donna che ama, ma che vive come una punizione la sofferenza per la malattia e la “diversità” del figlio, affetto dalla sindrome di Down, nato da quel matrimonio.
Nel 2014 diventa direttore editoriale di Antonio Tombolini Editore marchio editoriale di StreetLib. Nello stesso anno pubblica il romanzo Fotogrammi in 6x6, dove attraverso una serie di frammenti narrativi ripercorre la storia di un terrorista rosso durante gli Anni di piombo.
Nel 2017 pubblica il romanzo La figlia del Partigiano O'Connor, una storia al femminile che attraversa l'Ossola, l'isola di Ventotene, Barcellona e l'Irlanda sulle orme di Malachy O'Connor, combattente irlandese per la libertà. Nel 2018 arriva in libreria con Il suono della solitudine, un libretto a metà tra un saggio e un memoir, dove sostiene che “il segreto non è piacere agli altri, ma vivere come piace a te”.
Nel 2020 torna alla narrativa con Lo sciamano delle Alpi seguito nel 2021 da La cena dei coscritti.
Nel 2022 pubblica il memoir filosofico La cura dello stupore e il manuale di scrittura autobiografica Scrivere di sé.
Nel 2024 pubblica il romanzo Dove dormi la notte ispirato alla figura del comandante partigiano Giovanni Battista Stucchi, comandante militare unico della Repubblica partigiana dell'Ossola con il nome di battaglia di Marco Federici.
Nel 2025 esce il romanzo Il bandito, che affronta la vita nella montagna italiana agli inizi del Novecento ispirandosi alla figura del bandito Pietro Bangher. Nella storia, di pura invenzione, c'è anche l'incontro tra la prima fotografa ambulante delle Alpi, Viola, con la sindacalista Maria Giudice.
Vive dividendosi tra l'alta Valsesia e Dublino, ma ha abitato anche a Rimini, a Milano e sul lago d'Orta.

## Opere

### Romanzi
- 2006 La trota ai tempi di Zorro, Roma, DeriveApprodi (nuova edizione 2023, Udine, Bottega Errante Edizioni)
- 2008 Umberto Dei. Biografia non autorizzata di una bicicletta, Firenze, Cult (nuova edizione 2014, Portogruaro, Ediciclo)
- 2009 La signora del caviale, Firenze, Cult (nuova edizione 2017, Milano, Antonio Tombolini Editore)
- 2011 Barafonda, Firenze, Barbès
- 2013 Nel nome di Marco, Portogruaro, Ediciclo
- 2014 Fotogrammi in 6x6, Milano, Antonio Tombolini Editore
- 2017 La figlia del partigiano O'Connor, Firenze, Edizioni Clichy
- 2020 Lo sciamano delle Alpi, Udine, Bottega Errante Edizioni
- 2021 La cena dei coscritti, Udine, Bottega Errante Edizioni
- 2024 Dove dormi la notte, Gignese, MonteRosa Edizioni
- 2025 Il bandito, Udine, Bottega Errante Edizioni

### Racconti
- 2012 Un ombrello per le anguille, Milano, Guido Tommasi

### Saggi
- 1997 I custodi delle acque - storia dell'Avpmo, Domodossola, Grossi
- 2008 Lungo il Po. Viaggio controcorrente alla scoperta di sapori, genti e leggende del Grande Fiume, Milano,  Guido Tommasi
- 2010 I sapori della Terra di Mezzo. A due passi da Milano tra Lomellina e Valle del Ticino, Milano,  Guido Tommasi
- 2012 Il paese dei Ghiottoni. Il Montefeltro, Frusaglia, il Mare sulle orme di Fabio Tombari, Milano,  Guido Tommasi
- 2013 Il caviale del Po. Una storia ferrarese, Ferrara, 2G Edizioni (2014, Milano, Antonio Tombolini Editore in ebook)
- 2016 Il pescatore di tempo, Portogruaro, Ediciclo
- 2018 Il suono della solitudine, Portogruaro, Ediciclo
- 2022 La cura dello stupore, Portogruaro, Ediciclo

### Fotografia
- 2005 Il gambero nero – ricette dal carcere, Roma, DeriveApprodi (con Davide Dutto)
- 2006 Monsù Fotogallo, Savigliano, L'Artistica (con Davide Dutto)
- 2008 Ibleide. Uomini e Olio, Fossano, Cibele (con Davide Dutto e Lorenzo Piccione di Pianogrillo)
- 2008 Sovversivi del gusto, Rimini, Ndapress (con Marco Salzotto)
- 2009 Sovversivi del gusto - volume 2, Rimini, Ndapress (con Marco Salzotto)
- 2010 La piadina filosofale, Fossano, Cibele (con Davide Dutto)
- 2012 Sovversivi del gusto. Ottantasei storie di resistenza gastronomica, Firenze, Cult (con Marco Salzotto)

### Volumi enogastronomici
- 1998 La piadina romagnola, Verucchio, Pazzini
- 2005 La cucina riminese tra terra e mare, Rimini, Panozzo (con Piero Meldini)
- 2006 Tra tradizione e innovazione guida enogastronomica della Toscana, Bergamo, Bolis Edizioni
- 2006 Sangiovese, Rimini, Ndapress (con Roberta Sapio)
- 2012 A pranzo con Giulia, Milano, Guido Tommasi

### Manuali
- 1990 Pesca - 70 itinerari nelle Marche e Umbria, Milano, Giorgio Bernardini (con Marco Fabbri)
- 1991 Pesca - 70 itinerari in Toscana, Milano, Giorgio Bernardini (con Marco Fabbri)
- 1991 Pesca - 65 itinerari in Emilia-Romagna, Milano, Giorgio Bernardini (con Marco Fabbri)
- 1993 La pesca alla trota in Italia, Firenze, Edai
- 1994 Il carpfishing in Italia, Firenze, Edai (con Massimo Mantovani)
- 1995 A pesca in Ossola, Domodossola, Grossi
- 2022 Scrivere di sé, Milano, Editrice Bibliografica

## Premi e riconoscimenti
- 2005 il volume fotografico Il gambero nero - ricette dal carcere (DeriveApprodi, Roma, 2005) realizzato insieme al fotografo Davide Dutto vince la X edizione del premio nazionale Libri da Gustare  di La Morra (Cuneo).

- 2010 I sapori della Terra di Mezzo vince la sezione dedicata alla saggistica del premio nazionale Tracce di Territorio .

- 2010 La signora del caviale si aggiudica il secondo posto del premio giornalistico internazionale “La Camera di Commercio e la Provincia di Ferrara per l'agroalimentare, il turismo e l'ambiente”.

- 2011 Sovversivi del gusto - volume 2, realizzato con il fotografo Marco Salzotto, si aggiudica il Gourmand Best in the World 2010 per la fotografia .

- 2013 A pranzo con Giulia si aggiudica il premio Selezione Bancarella per la cucina .

- 2013 Barafonda si aggiudica il premio letterario intitolato a Francesco Serantini .

- 2014 Il caviale del Po. Una storia ferrarese si aggiudica il premio giornalistico internazionale della Camera di Commercio di Ferrara [collegamento interrotto].

- 2015 Umberto Dei. Biografia non autorizzata di una bicicletta si aggiudica il Premio Letterario Città di Cava de' Tirreni .

- 2015 Umberto Dei. Biografia non autorizzata di una bicicletta si aggiudica il Premio letterario internazionale Città di Arona

- 2015 Umberto Dei. Biografia non autorizzata di una bicicletta si aggiudica il Premio Giuria dei Lettori del Premio Biella Letteratura e Industria

- 2020 Lo sciamano delle Alpi si aggiudica il terzo posto del Premio Leggimontagna di Tolmezzo

- 2024 Dove dormi la notte riceve dal  Premio Stresa di Narrativa  la targa intitolata a  Gianfranco Lazzaro